# George Devens
George G. Devens (* 24. August 1931 in der Bronx, New York City; † 16. November 2021) war ein US-amerikanischer Jazz- und Studiomusiker (Vibraphon, Marimba, Perkussion, auch Piano, Schlagzeug), der sich auch als Liedtexter und Komponist betätigte.

## Leben und Wirken
Devens spielte bereits im Alter von acht Jahren Schlagzeug. Er besuchte die High School of Music & Arts in New York, bevor er in der 7th Army Special Services Band diente, mit der er mit Xavier Cugat auf Tournee ging. Er arbeitete ab den späten 1940er-Jahren in der New Yorker Musikszene. Einem Gastspiel in den Resorts der Catskills folgte ein Auftritt mit dem George Shearing Quintet. Bekannt wurde er vor allem als Studiomusiker; er wirkte an Aufnahmen zahlreicher Stars mit, darunter Frank Sinatra, Lena Horne, Barbra Streisand, Burt Bacharach, Antonio Carlos Jobim, Barry Manilow, Quincy Jones, Dizzy Gillespie, Jim Croce, Carole King, Van McCoy, Donna Summer, Carly Simon, Neil Sedaka, The Drifters, The Coasters, Nina Simone, Herbie Hancock, Astrud Gilberto, Aretha Franklin, Gladys Knight and the Pips, Miles Davis, Ringo Starr, Bill Evans, Tony Bennett, Gilberto Gil, Van Morrison und Stan Getz. Ferner war er auch bei vielen Jingles und Soundtracks beteiligt, darunter Jim Hensons Kurzfilm Time Piece (1965), später auch für dessen TV-Serie Sesamstraße und die Originalsoundtracks der Musicals „Hair“, „Godspell“ und „The Wiz“.
Im Laufe seiner Karriere arbeitete Devens auch mit Lionel Hampton und Claus Ogerman zusammen, im Bereich des Jazz zudem mit Hal Mooney, Sonny Lester, Don Costa, Al Caiola, Oscar Brown, Jr., Buddy Greco, Manny Albam, Carmen McRae, Herbie Mann, Jimmy Smith, Bobby Hackett, Ethel Ennis, Morgana King, Esther Phillips, Ruth Brown, Maynard Ferguson, Wes Montgomery, Arthur Prysock, Herbie Hancock, Grant Green, Rusty Bryant, Idris Muhammad, Houston Person, Etta Jones und Jon Faddis. Seine Kompositionen wurden von Shelley Fabares, Robert Goulet und Steve Lawrence & Eydie Gormé geschätzt, die alle seine Songs interpretierten. In seinen späteren Jahren schrieb, produzierte und spielte er in Kabarettshows in ganz New York und im Nordosten der USA. Zuletzt schrieb er noch ein Musical über Einwanderung und Rassismus mit dem Titel „Coming to America“. Devens war Mitglied der ASCAP und gewann 1982 einen NARAS-Award. Im Bereich des Jazz war er laut Tom Lord zwischen 1955 und 1990 an 125 Aufnahmesessions beteiligt.
Seine Beiträge als Musiker sind z. T. auch unter den Namensvarianten George Devens, George Devins und George Devons gelistet.